# St. Peter und Paul (Peterswahl)
Koordinaten: 48° 32′ 41,4″ N, 11° 53′ 16,2″ O
St. Peter und Paul ist eine katholische Filialkirche in Peterswahl in der Gemeinde Hörgertshausen im oberbayerischen Landkreis Freising. Patrone der Kirche sind St. Peter und Paul.

## Geschichte
Erstmals urkundlich erwähnt wird der Ort Peterswahl im Jahr 779/80 in den Traditionen des Hochstifts Freising in einer Schenkung des Priesters Ekkihart. Der Ortsname wird auf das Vorhandensein von Resten der ortsansässigen gallo-romanischen Bevölkerung (Welsche) zurückgeführt. Die katholische Filialkirche St. Peter und Paul ist ein barocker Saalbau mit Chorturm und angefügter Sakristei von 1725, der ein Ersatzbau für einen älteren, mittelalterlichen Kirchenbau war. Der Turm der Kirche stammt aus der ersten Hälfte des 15. Jahrhunderts. Die Kirche war seit jeher Filialkirche der Pfarrei St. Margareth in Margarethenried.

## Pfarrei
Die Filialkirche gehört zur 1315 erstmals erwähnten Pfarrei in Margarethenried, die zudem die Orte Eckersberg, Gröbmair, Großschwaibach, Hinterschlag, Höfler, Huber zu Hueb, Kemothen, Limmer zu Linden, Margarethenried, Oeder zu Oed, Saxberg, Schwarzersdorf, Sielstetten, Taubengrub, Vorderschlag sowie Wirth am Biber umfasst. Sie ist heute Mitglied im Pfarrverband Hörgertshausen-Gammelsdorf.

## Baubeschreibung
Die Beschreibung des Bayerischen Landesamts für Denkmalpflege für das geschützte Baudenkmal (Denkmal-Nr. D-1-78-132-4) lautet:

„Barocker Saalbau mit Chorturm und angefügter Sakristei von 1725, Turm 1. Hälfte 15. Jahrhundert; mit Ausstattung.“

(Siehe auch Bodendenkmal D-1-7437-0155)